# Buick Wildcat
Buick Wildcat – samochód osobowyklasy luksusowej produkowany pod amerykańską marką Buick w latach 1963 − 1970. 

## Historia i opis modelu

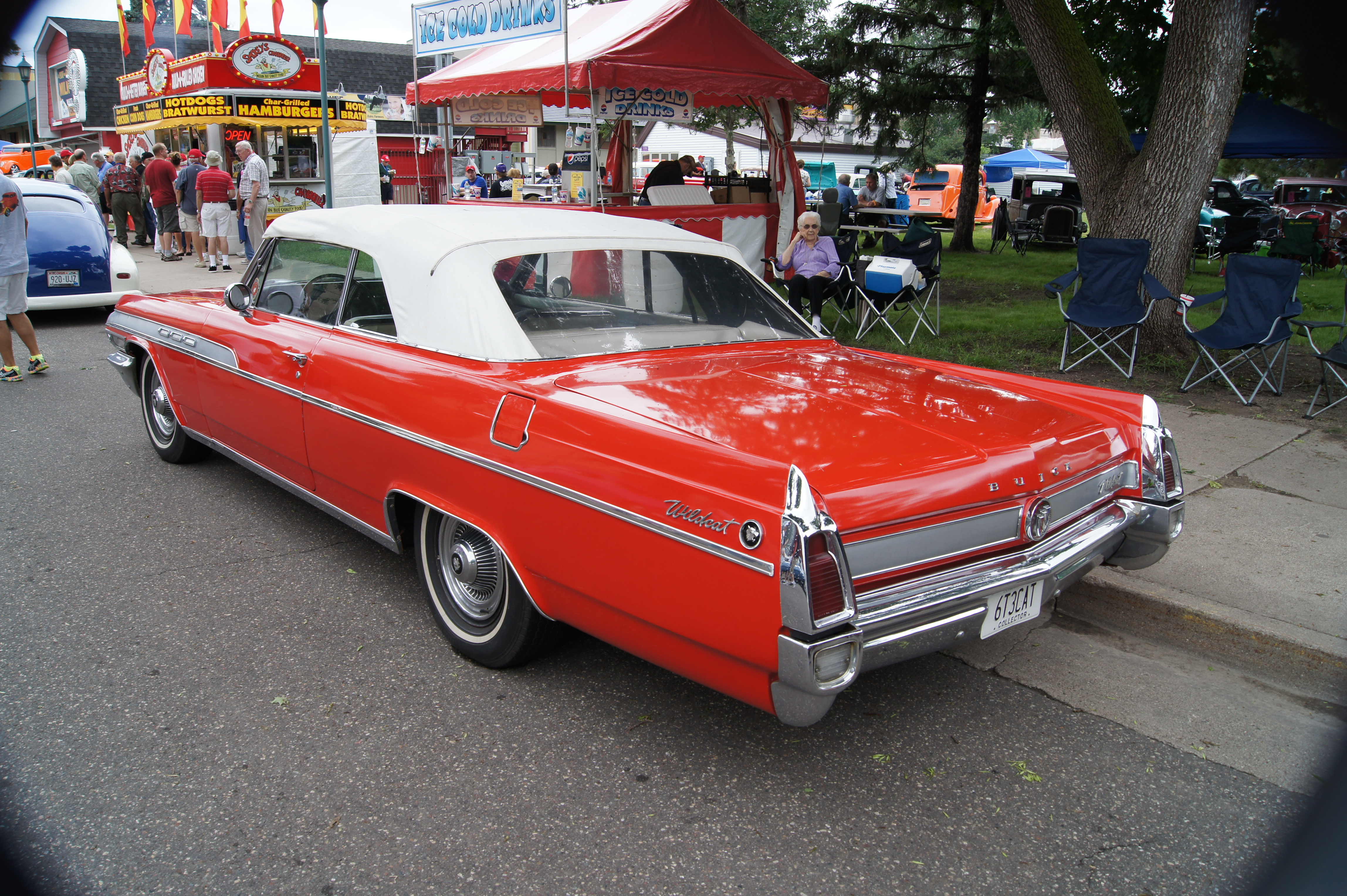
Buick Wildcat - tył

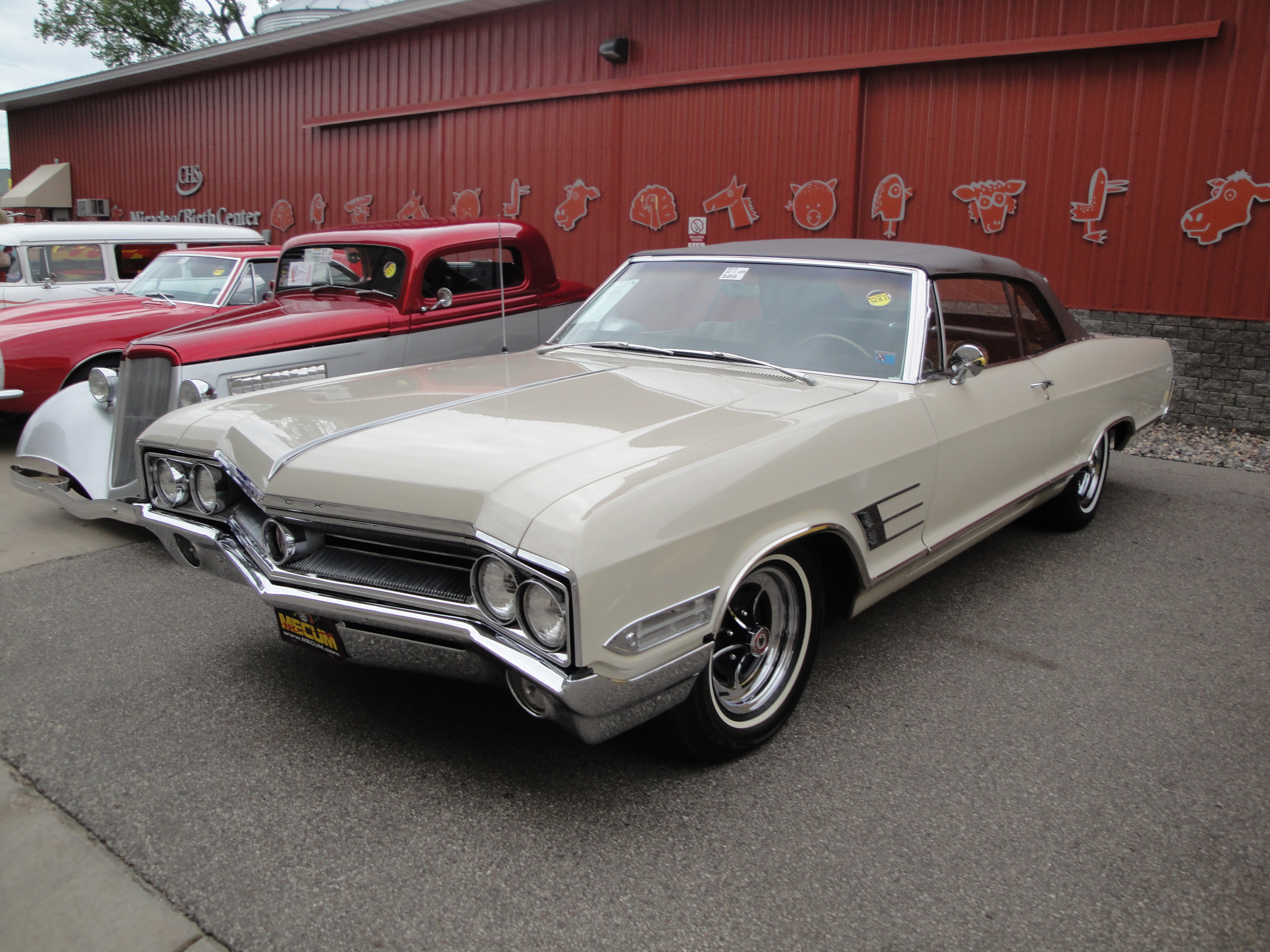
Buick Wildcat po liftingu

Następca modelu Invicta. Dostępny jako: 2-drzwiowe coupé, 2-drzwiowy kabriolet i 4-drzwiowy sedan. Do napędu używano silników  V8. Moc przenoszona była na oś tylną poprzez automatyczną bądź manualną skrzynię biegów. Został zastąpiony przez model Centurion.

### Silnik
- V8 6,6 l (6555 cm³), 2 zawory na cylinder, OHV
- Moc maksymalna: 330 KM (242 kW) przy 4400 obr./min
- Maksymalny moment obrotowy: 583 N•m przy 2800 obr./min

### Inne
- Układ zasilania: gaźnik
- Średnica cylindra × skok tłoka: 106,20 mm × 92,50 mm
- Stopień sprężania: 10,25:1